# Pełczyce
Pełczyce (germană Bernstein; cașubiană Bersztén) este un oraș în Polonia.